# Produtor de reportagens
Produtor de reportagens (ou produtor de reportagem) é o profissional responsável por sugerir, apurar e produzir pautas em emissoras de rádio e TV. No Brasil, geralmente é formado em Comunicação Social com habilitação em Jornalismo.

## O trabalho na redação
O produtor é um jornalista que geralmente não sai da redação (exceto os chamados setoristas). Ele tem de fazer todo o seu trabalho pelo telefone, por meio de emails e, nas emissoras de grande porte, utilizando um software que integra as informações de jornalismo. 
O trabalho do produtor nunca termina. Depois do término do jornal, enquanto repórteres e editores de texto estão prontos para voltar para casa, o produtor precisa começar a pensar em pautas para o dia seguinte.
A rotina do produtor começa na reunião de pauta. Nela, ele sugere pautas para o editor chefe do jornal, que as aprova ou não. Aprovadas, começa o processo de apuração, que envolve dados disponibilizados por órgãos do governo, organizações particulares e institutos de ensino.
Depois é a hora da produção, onde são levantadas fontes e personagens para as reportagens. Essa é a parte mais complicada do trabalho. Por isso é importante que o produtor mantenha uma agenda sempre atualizada com contatos diversos. No entanto, devido à heterogeneidade dos assuntos do jornalismo diário, o produtor precisa mesmo, muitas vezes, é contar com a sorte para encontrar, no tempo certo, as fontes de que precisa.
Finalizadas as pautas, elas são distribuídas aos repórteres, que podem ainda consultar o produtor sobre como deve ser a abordagem e outros detalhes.